# 奥田秀種
奥田 秀種（おくだ ひでたね）は戦国時代の武将。

## 概要
先祖は斯波義将の弟・義種で、民部少輔満種 - 修理大夫持種 - 左兵衛督義敏 - 三郎政敏（秀種の父）と連なる血筋である（『寛政重修諸家譜』の場合。『群書系図部集』の「武衛系図」では義敏の子に彌三郎寛元、又三郎義延という人物はいるが、彌三郎は越前国北郡で討死、又三郎は続末野之跡とある。三郎政敏が途中で改名したのか同一人物かどうか不明）。
満種の3男で源三郎氏種という者が尾張国中島郡奥田庄の領主となり、奥田氏を称した家系があった。この奥田家が3代目・直種の代で断絶のところ、秀種が養子となり奥田家を相続した。よって最初尾張国奥田庄に住んでいたが、のち美濃国茜部に移住し、土岐氏の家臣となった。近江国へ度々合戦へ赴き手柄を立てた。近江の佐々木一門との合戦で、佐々木氏の「四つ目結び」の旗指物を奪い取り、四つ目のうちの一つをとり、「釘貫き」の家紋とした。定紋は「亀甲に花菱」。「釘貫き」の発祥自体は鎌倉時代の関東の武士のようだが、村松藩の堀家の「釘貫き」は秀種に由来する。
弘治3年（1557年）9月5日没、享年54。